# 拉默 (阿拉巴馬州)
拉默（英語：Ramer）是一個位於美國阿拉巴馬州蒙哥馬利縣的非建制地區。該地的面積和人口皆未知。

## 地理
拉默的座標為32°03′02″N 86°13′17″W / 32.05056°N 86.22139°W，而該地的平均海拔高度為143米（即469英尺）。